# Louis Christiansen
Louis Christiansen (* 2007) ist ein deutscher Schauspieler.

## Leben
Über Louis Christiansen Leben sind bislang nur sehr wenige biografische Daten bekannt. Demnach wurde er 2007 geboren und wohnt in Lübbenau im Landkreis Oberspreewald-Lausitz in Brandenburg.
Im Alter von vier Jahren trat Christiansen in einer Komparsenrolle bei der Filmproduktion Spreewaldkrimi: Eine tödliche Legende erstmals schauspielerisch in Erscheinung und wurde als Nachwuchsdarsteller entdeckt. Anschließend war er in weiteren Fernsehproduktionen, beispielsweise 2017 im Historiendrama Katharina Luther von Julia von Heinz, oder 2020 in der Episode Das Kind vom Finstertor aus der ARD-Kriminalfilmreihe Wolfsland zu sehen.

## Filmografie (Auswahl)
- 2012: Spreewaldkrimi: Eine tödliche Legende (Fernsehreihe)
- 2012: Spreewaldkrimi: Feuerengel
- 2015: Der Fall Barschel (Fernsehfilm)
- 2015: Kreuzfahrt ins Glück: Montenegro (Fernsehreihe)
- 2017: Polizeiruf 110: Einer für alle, alle für Rostock (Fernsehreihe)
- 2017: Katharina Luther (Fernsehfilm)
- 2017: In aller Freundschaft – Die jungen Ärzte (Fernsehserie, Folge Versteckte Wunden)
- 2019: SOKO Leipzig (Fernsehserie, Folge Crystal)
- 2020: Wolfsland: Das Kind vom Finstertor (Fernsehreihe)